# Theridion aruanum
Theridion aruanum là một loài nhện trong họ Theridiidae.
Loài này thuộc chi Theridion. Theridion aruanum được Embrik Strand miêu tả năm 1911.